# Said Hasan
Pour les articles homonymes, voir Hasan.
Said Hasan est un avocat et homme politique indien et fidjien.

## Biographie
Né dans le Pendjab en Inde britannique, il obtient un premier diplôme à l'université du Pendjab puis poursuit ses études à Londres. Il obtient une licence de droit à l'université de Londres puis est appelé au barreau à Gray's Inn en 1915 et devient barrister (avocat plaidant). Il plaide plusieurs années devant la Haute Cour du Pendjab et enseigne le droit à l'université du Pendjab, puis s'établit à Zanzibar jusqu'en 1931. 
Il s'installe comme avocat aux Fidji en 1934, y obtient une très bonne réputation et est nommé membre du conseil municipal de Suva en 1936. En 1937, le gouverneur Sir Arthur Richards (en) le nomme membre du Conseil législatif des Fidji, comme représentant indo-fidjien. Il devient également président de la Ligue musulmane fidjienne (en).